# Bahía Artuso
La bahía Artuso es una bahía de la isla San Pedro del archipiélago de las Georgias del Sur, ubicada en la costa norte-central de la isla, entre la bahía Stromness y la bahía Grande (o bahía Cumberland Oeste).
La bahía se encuentra más precisamente al norte de la punta Larsen, siendo delimitada por la punta Busen al oeste, y la punta Almonacid al este, y en su interior incluye a la caleta Jumbo.
Su nombre recuerda a Félix Artuso, suboficial primero de la Armada Argentina, que participó en la guerra de las Malvinas como tripulante del submarino ARA Santa Fe (S-21). Falleció el 26 de abril de 1982 asesinado por error por un soldado británico, cuando se encontraba como prisionero de guerra. Actualmente, está enterrado en el cementerio de Grytviken, siendo el único combatiente argentino de la guerra enterrado en las Georgias del Sur.